# Шнееберг (замок, Словения)
Шнееберг (нем. Schloß Schneeberg, словен. Grad Snežnik) — средневековый замок, построенный в XIII веке. Находится недалеко от посёлка Козарище, в муниципалитете Лошка-Долина, в статистическом регионе Нотраньска-Крашка, Словения. По своему типу относиться к замкам на вершине.

## Расположение
Замок расположен в юго-западной части долины Лож в исторической области Внутренняя Крайна. Издавна здесь пролегали важные торговые маршруты через горные перевалы. Крепость на скалистом холме позволяла контролировать и их, и долину.

## Этимология
По распространённому заблуждению название замка на словенском языке образовано не от слова «снег» (sneg) или «снежный», а от словенизированной формы фамилии основателей — дворянского рода фон Шнееберг. При этом часть «шнее» (schnee) на немецком действительно означает снег. Таким образом в этимологии прослеживается универбация.

## История

### Ранний период
По мнению ряда историков укрепления на месте современного замка могли существовать ещё во время античности, когда здесь обитали иллирийские племена, подчинённые римлянами. Однако достоверных сведений о существовании городища или римского форта не имеется. 

### Средние века

Герб Аквилея (патриархат)

Точная дата основания замка неизвестна. Первое письменное упоминание о крепости Шнееберг относиться к 1269 году. Однако ясно, что укрепления на скалистой вершине были возведены гораздо раньше. Первым известным хозяином замка значится Мейнхард фон Шнееберг (нем. Meinhard fon Schneeberg, словен. Majnhard Snežniški, лат. Meynardus de Sneperch). В то время весь регион являлся владением Патриархата Аквилеи, а рыцари фон Шнееберг были министериалами при епископе. 
Семья фон Шнееберг разрослась и вопреки традициям майората пришлось проводить раздел поместья. К концу XIV века у замка и окружающих земель имелось несколько совладельцев. В 1393 году долю четверти крепости и несколько соседних ферм выкупил Вильгельм II фон Ламбергом, дальний родственник Шнеебергов. Потомки этого аристократа постепенно скупали оставшиеся доли и соседние земли и в течение XV века полностью завладели замком и обширными территориями вокруг него. 

### ЭпохаРенессанса

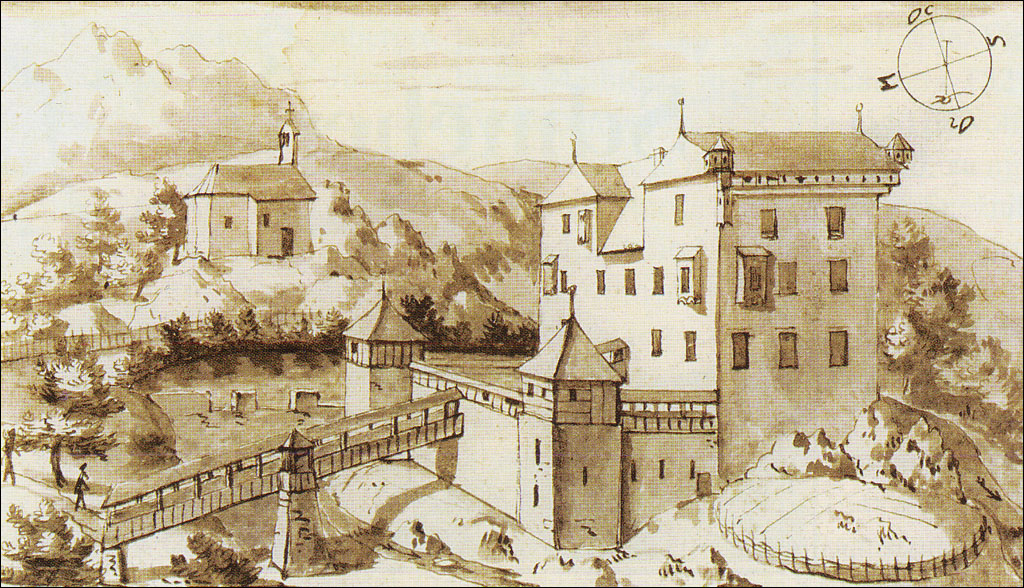
Замок на рисунке XVII века

Род фон Ламберг произвёл масштабную реконструкцию Шнееберга. Прежняя крепость была расширена и радикально перестроена. Появилось крупное здание жилой резиденции. Замок в целом обрёл современный вид. 
После того, как род фон Ламберг пресёкся замок сменил ещё несколько владельцев. В результате династического брака замок перешёл во владение семьи фон Шайер. Ещё через некоторое время собственниками Шнееберг стал род фон Пранкх. 

### XVII век
В первой трети XVII века Шнееберг оказался во владении баронов Рамбшиссль. Те в свою очередь вскоре перепродали замок имперскому губернатору Крайны, князю Эггенбергу. Вместе со Шнеебергом князь из влиятельного рода фон Эггенберг также купил сеньорию Лож. Он принял решение перенести её административный центр из труднодоступной, расположенной на вершине горы крепости Лаас, в более доступное и удобное место — в замок Шнееберг. 
В 1669 году Ян Эггенберг решил продать свои владения. Покупателем огромной сеньории Лож-Шнееберг стал князь Янез Вайкард фон Ауэршперг, графу Готше. При власти богатого рода фон Ауэршперг замок был отремонтирован и расширен. 

### XVIII-XIX века

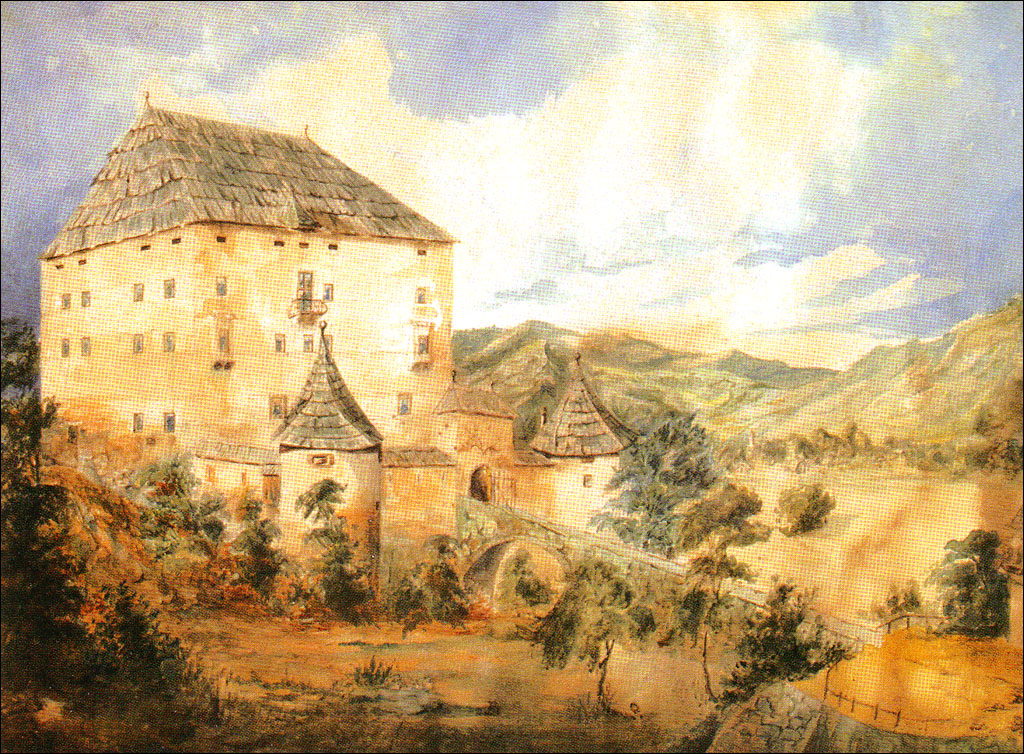
Замок на картине 1860 года

в 1707 году поместье и замок Шнееберг перешло во владение графа Юрия Готфрида Лихтенберга. В 1718 году он полностью выкупил земли в долине Лож. Дом Лихтенбергов владел поместьем в течение 140 лет. В эту эпоху регион был частью империи Габсбургов. Последовательная политика монархов Австрии приводила к постепенному снижению влияния могущественных аристократических родов. Многие старинные дворянские семьи разорялись. В частности, к началу XIX века род фон Лихтенберг погряз в долгах. Дошло до унизительной процедуры банкротства. В 1816 году по решению суда состоялась оценка имущества, принадлежавшего семье. Но Лихтенберги сумели сохранить Шнееберг. В 1832 году семья пошла на необычный шаг: была устроена лотерея. Главным призом стало поместье Шнееберг или сумма в 250 тысяч флоринов. Счастливым победителем оказался венгерский кузнец. Он предпочёл забрать наличные.
Вырученных от лотереи средств хватило не очень надолго. В 1847 году семья фон Лихтенберг была вынуждена продать поместье вместе с замок богатой венской паре по фамилии Карис.  Однако покупатели сами вскоре обанкротились. В 1853 году поместье было выставлено на аукцион. Замок и окрестные земли за 800 тысяч флоринов купил немецкий принц Отто Виктор фон Шёнбург-Вальденбург. Род фон Шёнбург-Вальденбург был богат. Замок снова стал центром аристократической жизни.  

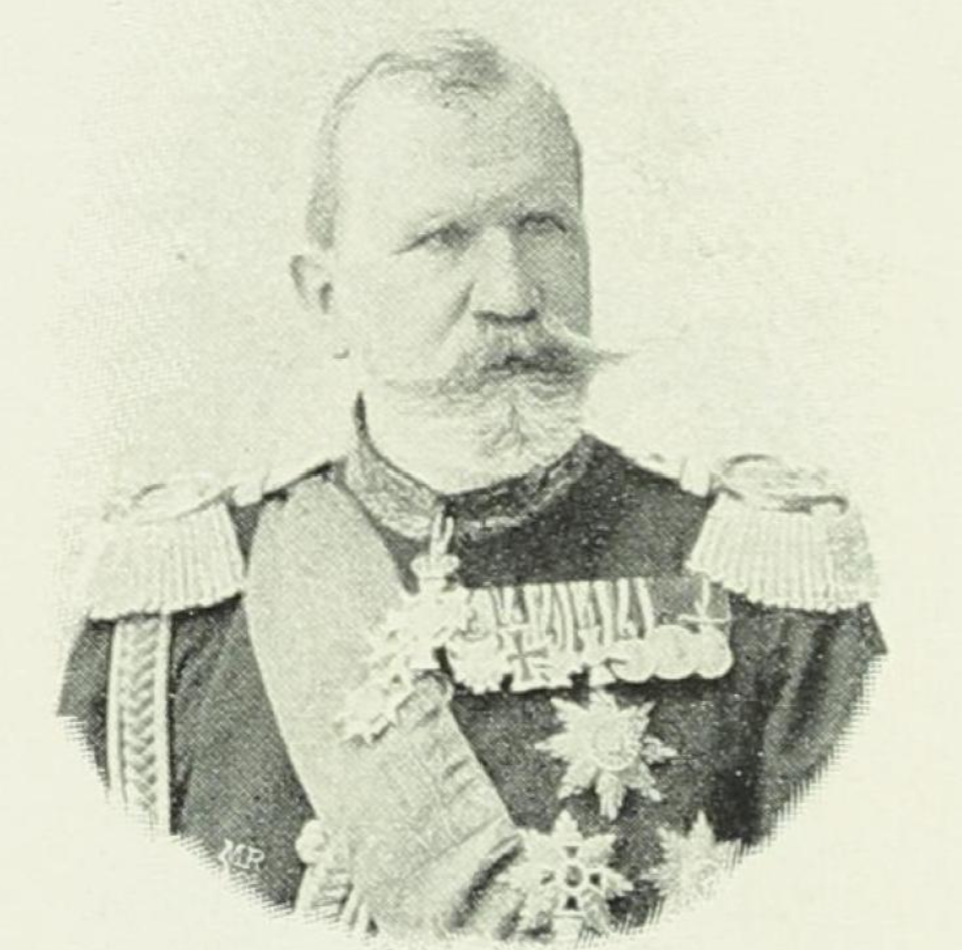
Князь Шёнбург-Вальденбург, Георг фон

Князь Георг фон Шёнбург-Вальденбург, третий сын Отона Виктора, унаследовал замок в 1859 году. Он решил основательно реконструировать комплекс, чтобы использовать для в качестве летней жилой резиденции и охотничьего замка. К основному зданию надстроили ещё один этаж. Рядом возвели две башни. Появились террасы. По распоряжению владельца восстановили старинные внешние стены. Значительные средства ушли на внутреннее убранство. Интерьеры были обставлены роскошной мебелью, многие помещения украсили картинами и лепниной. Вокруг замка разбил ландшафтный парк в английском стиле.
Желая избежать разорения и сохранить имение в собственности своих наследников, князь потратил много сил и времени на превращение окружающих земель в доходный бизнес. В соседние леса заселили оленей, чтобы привлекать боагатых охотников. В прудах завели форель. Через лесные массивы по приказу князя проложили несколько удобных троп, чтобы привлечь поток туристов. Также Георг фон Шёнбург-Вальденбург нанял несколько специалистов для ухода за окружающей дикой природой. Он стал покровителем первой словенской лесной школы, которая открылась в замке в 1869 году. Правда, в 1875 году её пришлось закрыть из-за языковых проблем. Преподаватели были немцами и местные жители из числа славян не могли проходить обучение. 
Активный князь придумал ещё один перспектиный бизнес. Он купил, привёз и смонтировал паровую лесопильную машину. Вложения быстро окупились. Предприятие положило начало промышленному развитию долины Лож.

### XX век

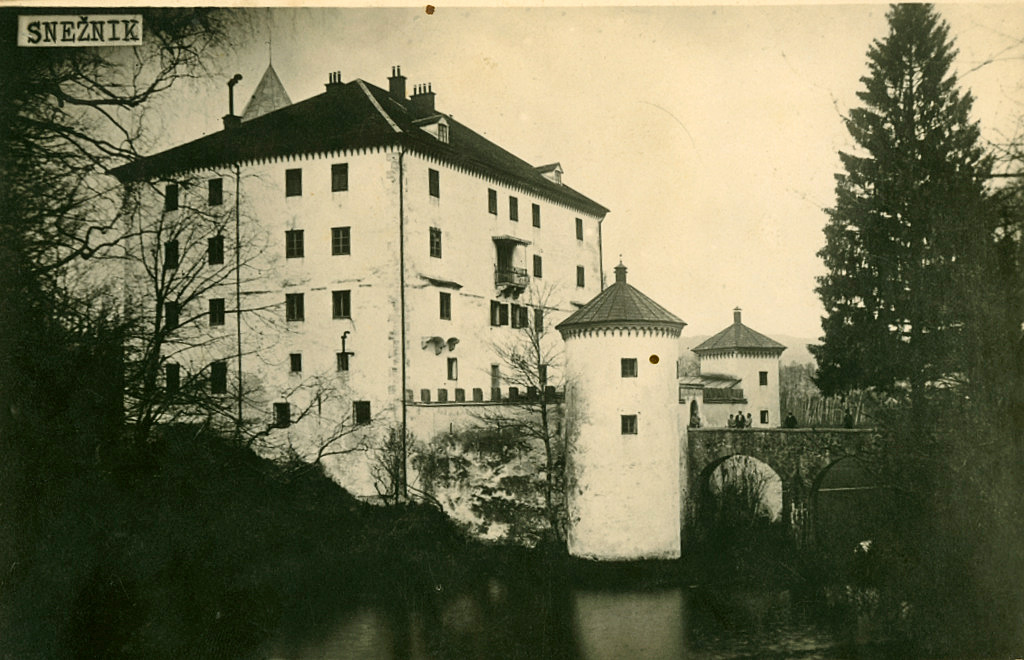
Замок на фотографии 1930 года

В 1902 году принцу Георгу наследовал его старший сын Герман фон Шёнбург-Вальденбург, известный дипломат Австро-Венгрии. На его жизнь пришлись радикальные перемены как в империи, так и в родовых владениях.
Первая мировая война привела к краху державы Габсургов и свержению правящей династии. На обломках империи возникло сразу несколько новых независимых государств. По Трианонскому договору поместье Шнееберг оказалось разделено между Королевством Италия и Королевством сербов, хорватов и словенцев. В ходе реформ князь Герман фон Шёнбург-Вальденбург лишился основной части родовых земель. Он умер в 1943 году в семейном замке Хермсдорф близ Дрездена. 
Во время Второй мировой войны замок практически не пострадал. Смотритель комплекса преданно охранял собственность родовую резиденцию семьи фон Шёнбург-Вальденбург. Он успешно противостоял попыткам местных жителей поживится в замке какими-нибудь ценностями. В результате внутренняя обстановка Шнеебурга сохранилась нетронутой. 
В 1945 году замок и поместье оказались на территории федеративной республики Югославия. Комплекс был национализирован пришедшими к власти коммунистами. Шнееберг стал охотничьим поместьем, зарезервированным не для простых трудящихся, а для важных партийных функционеров. 
В 1983 году замок был открыт для публики. Здесь разместили музей истории края. Одновременно Шнееберг стал популярным местом проведения свадеб и торжеств.
В 1999 года замок признан памятником культуры национального значения как светское архитектурное сооружение. В начале 2000-х годах музей был отреставрирован. Около двух третей расходов оплатил Евросоюз. Остальные средства были предоставлены правительством Словении. 

## Описание
Основой комплекса служит массивное пятиэтажное здание прямоугольной формы. Оно оштукатурено и выкрашено в белый цвет. В фасаде можно обнаружить надгробные камни, доставленные из развалин древнеримского посления в Шмарате. С северной стороны к зданию примыкает круглая лестничная башня. Единственный вход расположен с южной стороны. Раньше здесь находился Подъёмный мост. Позднее на его месте построили каменную стационарную конструкцию. Перед входом расположены высокая стена с двумя угловыми башнями — круглой и квадратной. Правда, свой современный вид эти сооружения обрели не в Средние века, а только в ходе более поздних реконструкций.
Внутреннее пространство замка было сильно перестроено во второй половине XIX века. Большая часть внутреннего убранства датируется этим периодом времени. В ту же эпоху был благоустроен и внешний парк. Тогда устроили несколько лугов, соединенных дорожками для верховой езды и прогулок, а также создали два небольших искусственных озера, заполненных водами ручьёв Обрх и Брезно. Вдоль аллей высажены ряды многочисленных каштанов и лип.

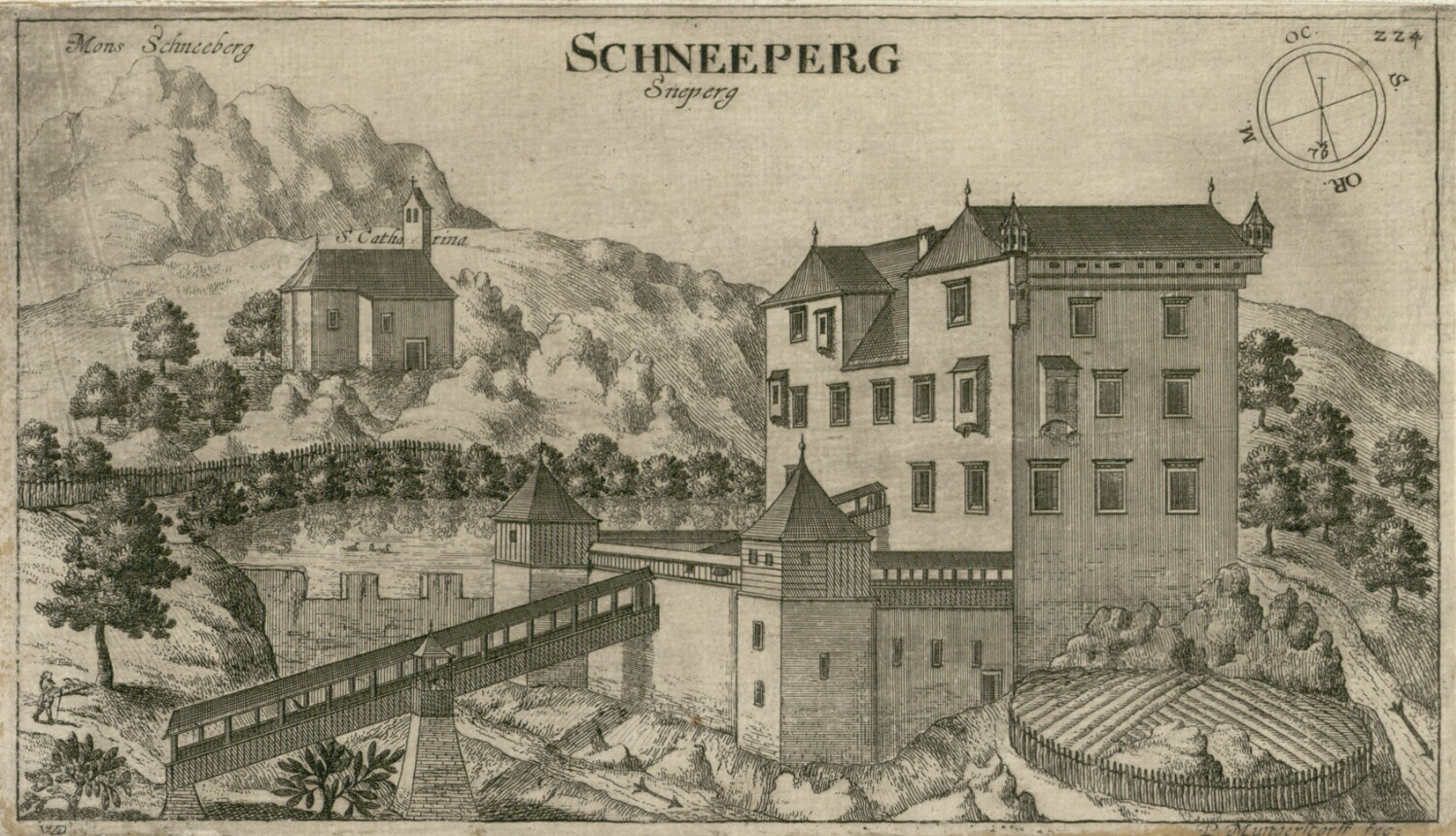
Изображение замка в книге «Слава герцогства Карниола»

О том, как замок выглядел в XVII веке, можно судить по гравюре из энциклопедии «Слава герцогства Карниола». Этот труд опубликовал в 1689 году в Нюрнберге Янез Вайкард Вальвазор. В целом замок имеет схожий внешний вид с сегодняшним. Только основное здание имеет меньше этажей, а угловые башни, охраняющие главные ворота, тогда были пониже и сделаны из дерева. Гравюра также показывает, что оборонительный ров замка ещё не был заполнен водой и через него был перекинут простой деревянный мост вместо нынешнего двухарочного каменного.

## Современное использование
В настоящее время в замке действует музей. Шнееберг находится под управлением Национального музея Словении. В главном здании размещена экспозиция, посвящённая истории дворянской охоты и дворянского быта. Внутренние помещения комплекса и музей можно посетить только с гидом.
Кроме всего прочего, в замке регулярно проводятся различные культурные мероприятия. Также возможна организация свадебных церемоний. Одновременно Шнееберг является одной из протокольных резиденций Республики Словения.

## Галерея

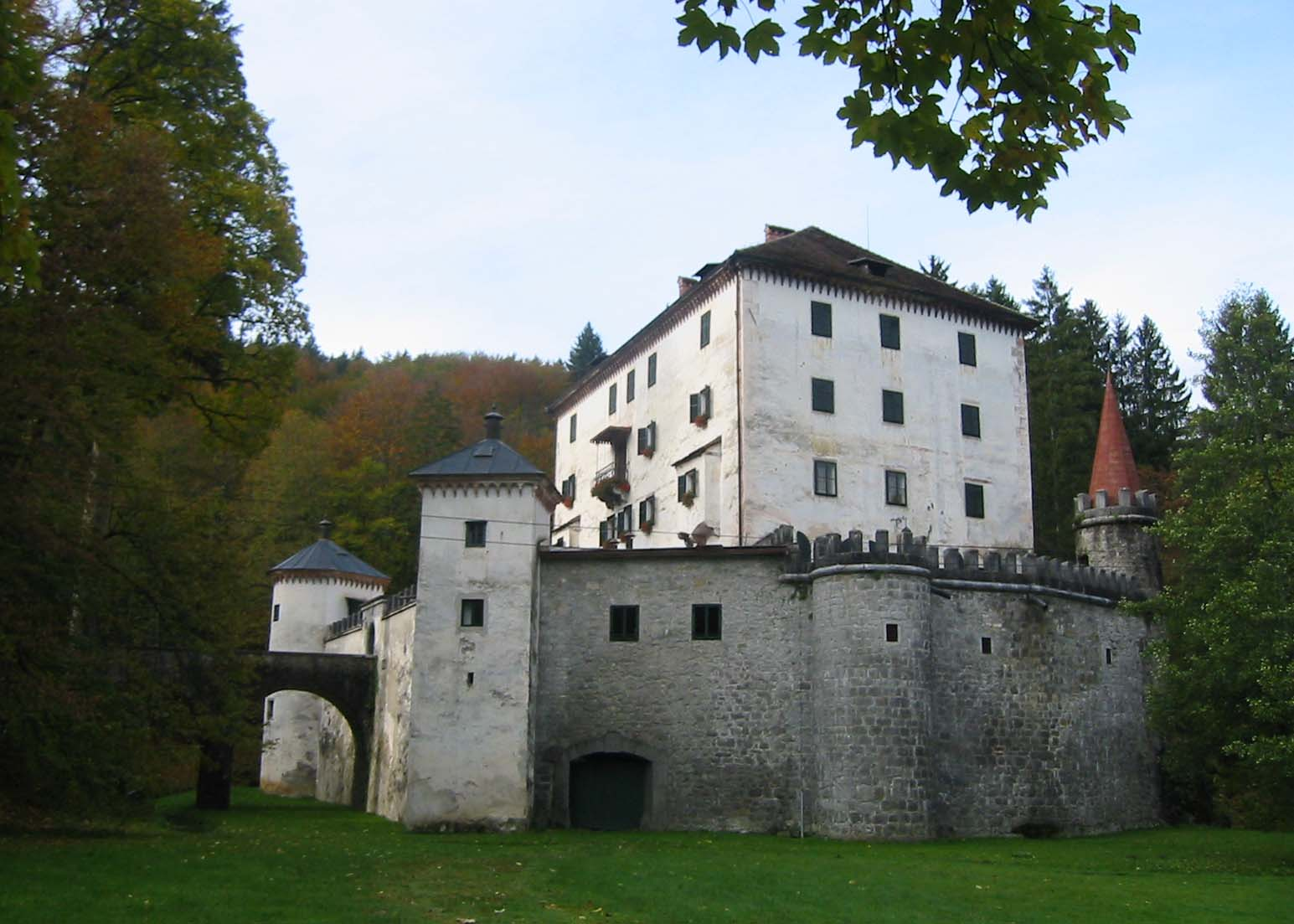
Вид замкового комплекса с восточной стороны
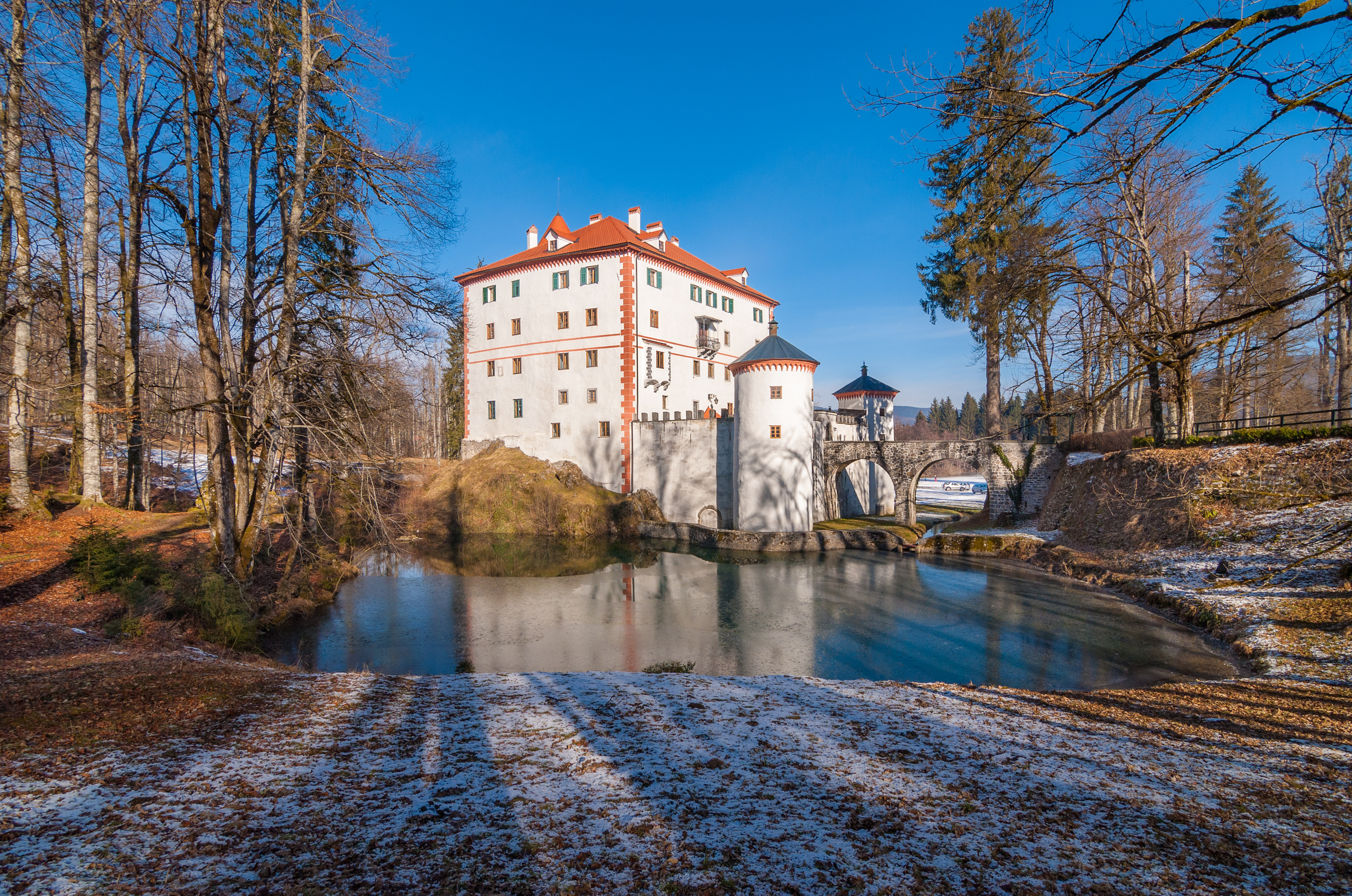
Вид замка со стороны пруда
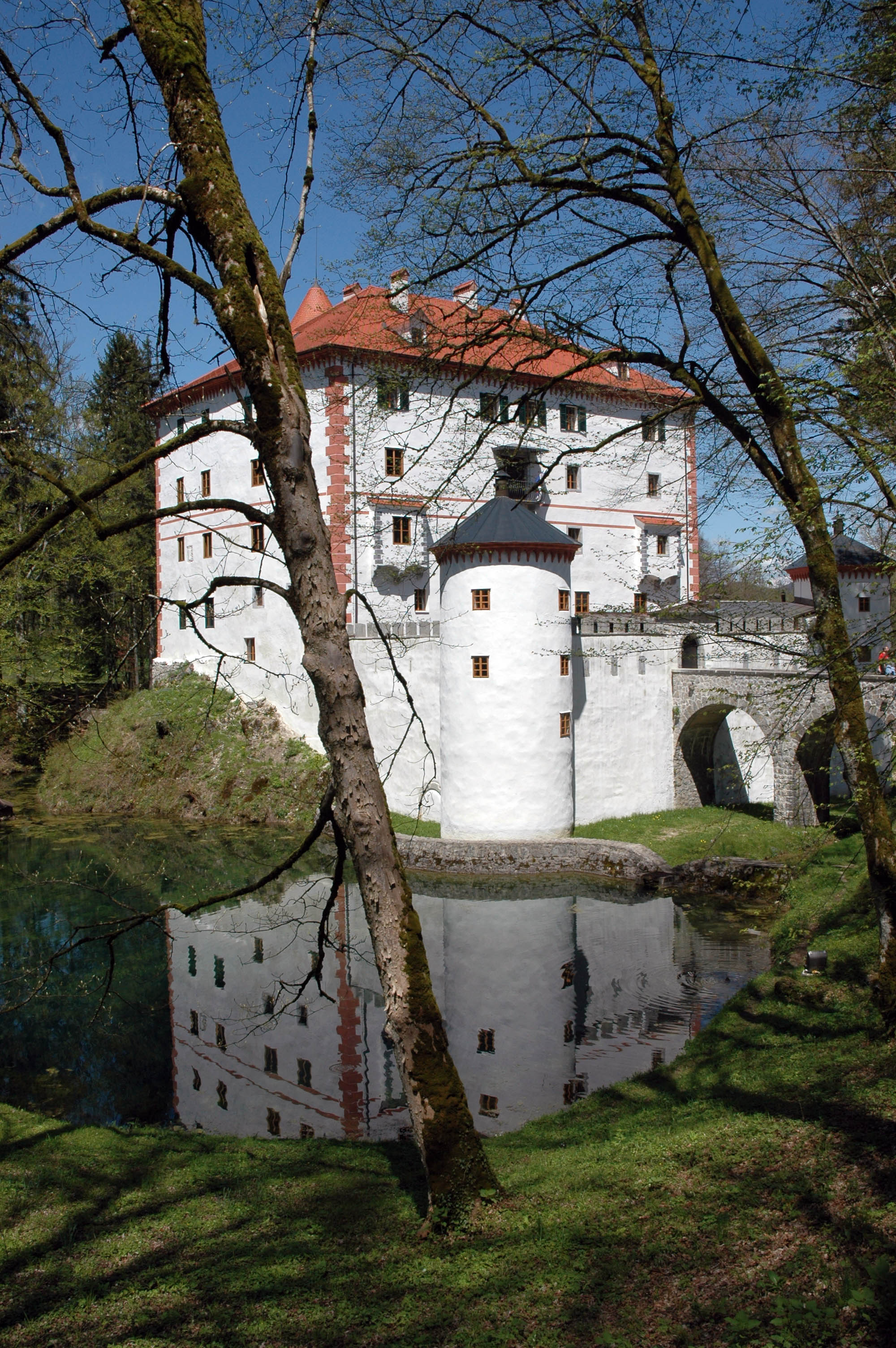
Вид замка с южной стороны
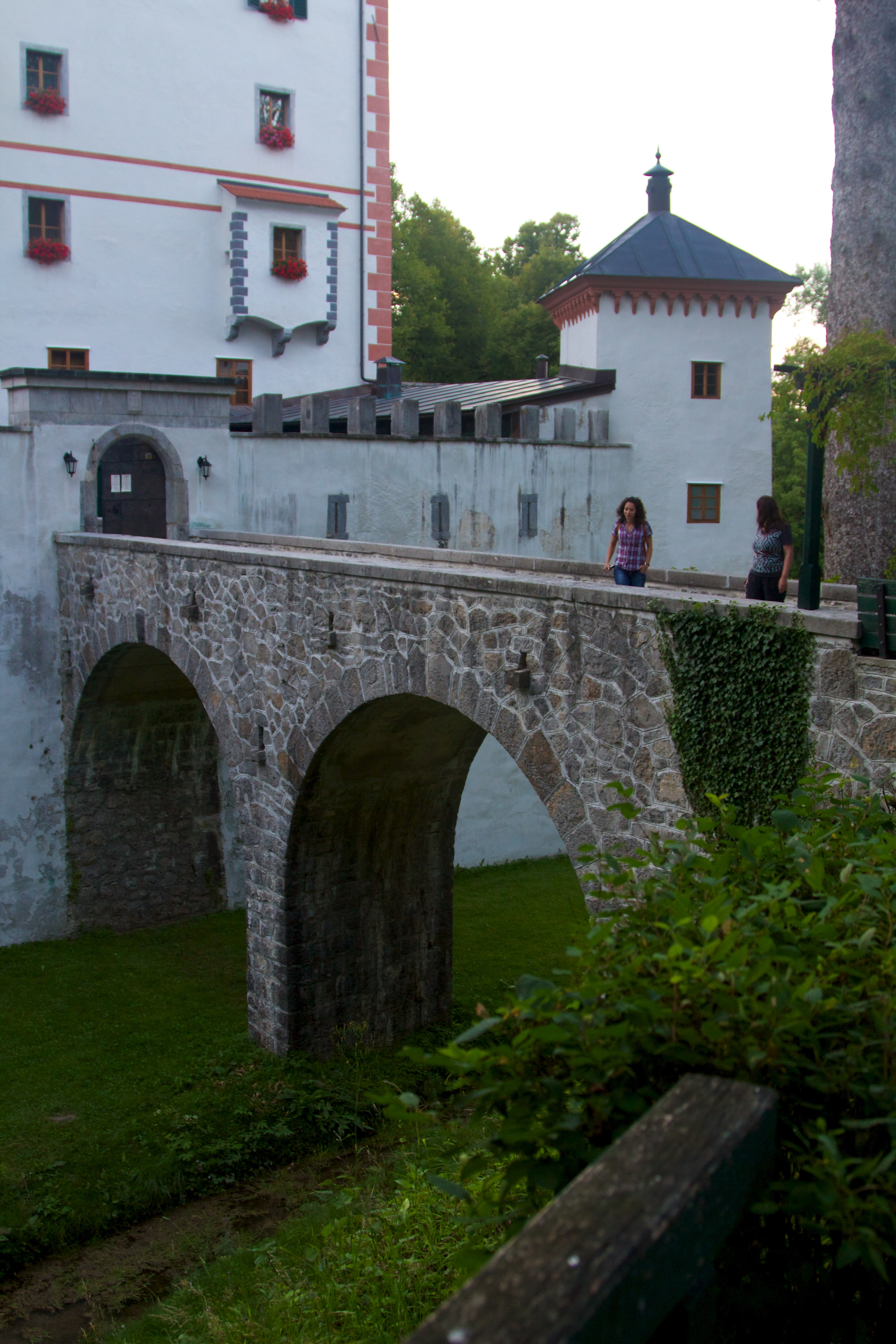
Мост, ведущий в замок
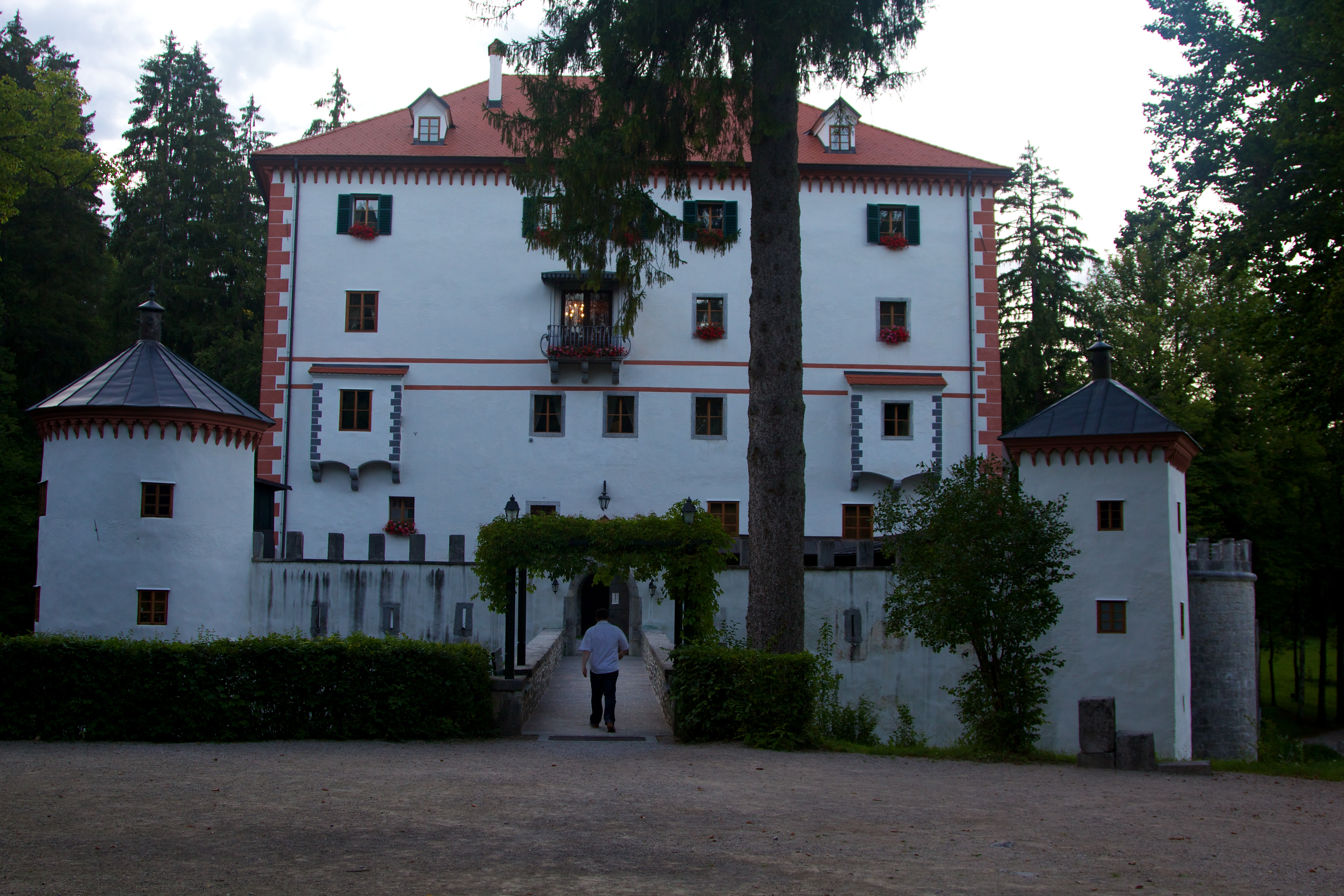
Главный фасад комплекса